# Петричела
Петричела - енциклопедична назва,  в народі називається Завосинський потік — річка у Великоберезнянському районі, Закарпатська область, Україна, права притока р. Ублянка (басейн Дунаю).

## Опис
Довжина річки приблизно 6,3 км. Формується з багатьох безіменних струмків.

## Розташування
Бере початок на південно-сходних схилах гори Косматець (442 м). Тече переважно на південний схід через с. Завосина і в с. Малий Березний впадає в річку Ублянка, праву притоку р. Уж.
Біля гирла річки проходить автомобільна дорога Н13